# Liste des Premiers ministres d'Arménie
Cet article liste les Premiers ministres de la République d'Arménie.

## Premier ministres successifs

### République d'Arménie (1918-1920)
| Nom                    | Début du mandat  | Fin du mandat    | Parti politique            |
| ---------------------- | ---------------- | ---------------- | -------------------------- |
| Hovhannès Katchaznouni | 30 mai 1918      | 28 mai 1919      | Fédération révolutionnaire |
| Alexandre Khatissian   | 28 mai 1919      | 5 mai 1920       | Fédération révolutionnaire |
| Hamo Ohandjanian       | 5 mai 1920       | 23 novembre 1920 | Fédération révolutionnaire |
| Simon Vratsian         | 23 novembre 1920 | 2 décembre 1920  | Fédération révolutionnaire |

### République socialiste fédérative soviétique de Transcaucasie (1922-1936)
| Nom                  | Début du mandat | Fin du mandat   | Parti politique            | Titre                                       |
| -------------------- | --------------- | --------------- | -------------------------- | ------------------------------------------- |
| Sargis Lukashin      | 21 mai 1922     | 24 juin 1925    | Parti communiste d'Arménie | Chef du Conseil des commissaires populaires |
| Sargis Hаmbardzumian | 24 juin 1925    | 22 mars 1928    | Parti communiste d'Arménie | Chef du Conseil des commissaires populaires |
| Sahak Ter-Gabrielian | 22 mars 1928    | 10 février 1935 | Parti communiste d'Arménie | Chef du Conseil des commissaires populaires |
| Abraham Guloian      | 10 février 1935 | 5 mars 1936     | Parti communiste d'Arménie | Chef du Conseil des commissaires populaires |

### République socialiste soviétique d'Arménie (1936-1991)

#### Avec titre de chef du Conseil des commissaires
| Nom                  | Début du mandat  | Fin du mandat     | Parti politique            | Titre                                       |
| -------------------- | ---------------- | ----------------- | -------------------------- | ------------------------------------------- |
| Abraham Guloian      | 5 mars 1936      | Février 1937      | Parti communiste d'Arménie | Chef du Conseil des commissaires populaires |
| Sargis Hаmbardzumian | Février 1937     | Mai 1937          | Parti communiste d'Arménie | Chef du Conseil des commissaires populaires |
| Stepan Akopian       | Mai 1937         | 21 septembre 1937 | Parti communiste d'Arménie | Chef du Conseil des commissaires populaires |
| Aram Piruzian        | 23 novembre 1937 | Octobre 1943      | Parti communiste d'Arménie | Chef du Conseil des commissaires populaires |
| Aghasi Sargsian      | Octobre 1943     | 1946              | Parti communiste d'Arménie | Chef du Conseil des commissaires populaires |

#### Avec titre de chef du Conseil des ministres
| Nom                        | Début du mandat  | Fin du mandat    | Parti politique            | Titre                         |
| -------------------------- | ---------------- | ---------------- | -------------------------- | ----------------------------- |
| Aghasi Sargsian            | 1946             | 29 mars 1947     | Parti communiste d'Arménie | Chef du Conseil des ministres |
| Sahak Karapetian           | 29 mars 1947     | 20 novembre 1952 | Parti communiste d'Arménie | Chef du Conseil des ministres |
| Anton Kochinian            | 20 novembre 1952 | 5 février 1966   | Parti communiste d'Arménie | Chef du Conseil des ministres |
| Badal Muradian             | 5 février 1966   | 21 novembre 1972 | Parti communiste d'Arménie | Chef du Conseil des ministres |
| Grigory Arzumanian         | 21 novembre 1972 | 28 novembre 1976 | Parti communiste d'Arménie | Chef du Conseil des ministres |
| G.A. Martirosian (intérim) | 28 novembre 1976 | 17 janvier 1977  | Parti communiste d'Arménie | Chef du Conseil des ministres |
| Fadey Sargsian             | 17 janvier 1977  | 16 janvier 1989  | Parti communiste d'Arménie | Chef du Conseil des ministres |
| Vladimir Markariants       | 16 janvier 1989  | 13 août 1990     | Parti communiste d'Arménie | Chef du Conseil des ministres |

### République d'Arménie (depuis 1991)
| Nom                        | Début du mandat   | Fin du mandat     | Parti politique                 |
| -------------------------- | ----------------- | ----------------- | ------------------------------- |
| Vazgen Manoukian           | 13 août 1990      | 22 novembre 1991  | Union nationale démocratique    |
| Gagik Haroutiounian        | 22 novembre 1991  | 30 juillet 1992   |                                 |
| Khosrov Haroutiounian      | 30 juillet 1992   | 2 février 1993    |                                 |
| Hrant Bagratian            | 2 février 1993    | 4 novembre 1996   | Mouvement national pan-arménien |
| Armen Sarkissian           | 4 novembre 1996   | 20 mars 1997      |                                 |
| Robert Kotcharian          | 20 mars 1997      | 9 avril 1998      |                                 |
| Armen Darbinian            | 10 avril 1998     | 11 juin 1999      |                                 |
| Vazgen Sargsian            | 11 juin 1999      | 27 octobre 1999   | Parti républicain d'Arménie     |
| Aram Sargsian              | 3 novembre 1999   | 2 mai 2000        | Parti républicain d'Arménie     |
| Andranik Margarian         | 12 mai 2000       | 25 mars 2007      | Parti républicain d'Arménie     |
| Serge Sarkissian           | 4 avril 2007      | 9 avril 2008      | Parti républicain d'Arménie     |
| Tigran Sarkissian          | 9 avril 2008      | 13 avril 2014     | Parti républicain d'Arménie     |
| Hovik Abrahamian           | 13 avril 2014     | 13 septembre 2016 | Parti républicain d'Arménie     |
| Karen Karapetian           | 13 septembre 2016 | 17 avril 2018     | Parti républicain d'Arménie     |
| Serge Sarkissian           | 17 avril 2018     | 23 avril 2018     | Parti républicain d'Arménie     |
| Karen Karapetian (intérim) | 23 avril 2018     | 8 mai 2018        | Parti républicain d'Arménie     |
| Nikol Pachinian            | 8 mai 2018        | en fonction       | Contrat civil                   |